# 大西洋灘 (北卡羅萊納州)
大西洋灘（英語：Atlantic Beach）是一個位於美國北卡羅萊納州加特利縣的城鎮。

## 人口
根據2020年美國人口普查的數據，大西洋灘的面積為7.14平方千米，當中陸地面積為6.97平方千米，而水域面積為0.17平方千米。當地共有人口1364人，而人口密度為每平方千米191人。